# Culex giganteus
Culex giganteus är en tvåvingeart som beskrevs av Ventrillon 1906. Culex giganteus ingår i släktet Culex och familjen stickmyggor.
Artens utbredningsområde är Madagaskar. Inga underarter finns listade i Catalogue of Life.